# エピャクサ (小惑星)
エピャクサ (802 Epyaxa) は小惑星帯の小惑星である。S型小惑星に分類され、フローラ族の軌道を回っている。
ドイツの天文学者マックス・ヴォルフがハイデルベルクのケーニッヒシュトゥール天文台で発見した。
キリキアの王シエンネシスの王妃にちなんで命名された。